# Râul Ibăneasa
Râul Ibăneasa este un curs de apă, afluent al râului Jijia. 

## Etimologie
Din punct de vedere strict formal toponimul Ibăneasa nu poate fi la origine decât un antroponim-„Iban”
C.Stere invocă pentru această denumire, originea familiei ruse „Ibanov”, al cărui primitiv Iban ar putea fi o variantă (rusească ori românească) a lui Ivan.
Iorgu Iordan susține ideea că toponomul Ibăneasa, ar deriva de la slavul Liuban, Iuban care a dat naștere la „Liubăneasa, Iubăneasa”, atestate în documentele de la Ștefan cel Mare.   

## Bazin hidrografic
Bazinul hidrografic al Ibănesei se întinde pe o suprafață de 210 km2, ocupând arii întinse ale comunelor Pomârla, Ibănești, Cristinești, George Enescu, Cordăreni, Vorniceni, Știubeni și Ungureni.
Populația comunelor din bazinul Ibănesei era în anul 2007 de 30 999 locuitori, cu 14 661 mai puțin față de anul 1965, când avea 45 660 locuitori. 
Conform recensământului din 2002, satele cu cel mai mare număr de locuitori sunt Vorniceni (4 626), Ungureni (2 769), Pomârla (2 386), Ibănești (2 368), Știubeni (1 958), Dumeni (1 858), Dumbrăvița (1 804), Cordăneni (1 642) și Cristinești (1 575).